# 2 Armia Ogólnowojskowa WP (1955–1990)
2 Armia Ogólnowojskowa Wojska Polskiego – związek operacyjny Sił Zbrojnych PRL, powoływany na wypadek wojny ze składu jednostek Śląskiego Okręgu Wojskowego Wojska Polskiego, wchodzący w skład Frontu Polskiego, utworzony na mocy uzgodnień pomiędzy rządami ZSRR i PRL ze stycznia 1955 r. Sformowanie 2 Armii Ogólnowojskowej ujęto w Planie mobilizacyjnym PM-58, a potem w kolejnych wersjach planów mobilizacyjnych.

## Skład bojowy armii (1985)
- Dowództwo i sztab (formowane na bazie dowództwa i sztabu Śląskiego Okręgu Wojskowego) - Wrocław
- 2 Dywizja Zmechanizowana - Nysa
- 4 Dywizja Zmechanizowana - Krosno Odrzańskie
- 5 Dywizja Pancerna - Gubin
- 10 Dywizja Pancerna - Opole
- 11 Dywizja Pancerna - Żagań
- 3 Batalion Specjalny (formowany na bazie 62 Kompanii Specjalnej) - Bolesławiec
- 18 Brygada Rakiet Operacyjno-Taktycznych - Bolesławiec
- 23 Brygada Artylerii Armat - Zgorzelec
- 20 Pułk Artylerii Przeciwpancernej - Pleszew
- 4 Brygada Saperów - Gorzów Wielkopolski
- 6 Pułk Pontonowy - Głogów
- 17 Pułk Inżynieryjno-Drogowy (formowany przez 4 Brygadę Saperów) - Gorzów Wielkopolski
- 1 Brygada Chemiczna (formowany przez 1 Pułk Chemiczny) - Zgorzelec
- 6 Pułk Zabezpieczenia - Wrocław
- 10 Pułk Łączności - Wrocław
- 14 Pułk Radioliniowo-Kablowy - Strzegom
- 11 Batalion Rozpoznania Radioelektronicznego - Zgorzelec
- 24 Batalion Radiotechniczny - Wrocław

## Stan osobowy i uzbrojenie (1985)
- 89500 żołnierzy
- 1292 czołgi
- 482 bojowe wozy piechoty
- 857 transporterów opancerzonych
- 441 rozpoznawczych samochodów opancerzonych

## Dowódcy armii
Dowódcami armii byli dowódcy Śląskiego Okręgu Wojskowego
- gen. dyw. Czesław Waryszak 1956 – 1964
- gen. dyw. Eugeniusz Molczyk 1964 – 1968
- gen. dyw. Florian Siwicki 1968 – 1971
- gen. dyw. Józef Kamiński 1971 – 1975
- gen. dyw. Henryk Rapacewicz 1975 – 1984
- gen. bryg. Jan Kuriata 1984 – 1987
- gen. dyw. Henryk Szumski 1987 – 1989
- gen. dyw. Tadeusz Wilecki 1989 – 1992